# NGC 4203
NGC 4203 é uma galáxia elíptica (E/SB0) localizada na direcção da constelação de Coma Berenices. Possui uma declinação de +33° 11' 51" e uma ascensão recta de 12 horas, 15 minutos e 05,0 segundos.
A galáxia NGC 4203 foi descoberta em 20 de Março de 1787 por William Herschel.